# Praia de Piatã
Vista aérea da praia em outubro de 2023.
A praia de Piatã é uma praia de Salvador, na Bahia, no Brasil. Possui uma forma que se assemelha à de uma enseada, terminando em uma pequena península rochosa. Está sujeita a efeitos severos da erosão costeira, com eventos registrados em 1985, 1993, 1994 e 2006.
Banhistas vivenciam a presença de um grande número de surfistas, que passaram a utilizar esta praia para a prática do esporte, além da praia próxima, a de Jaguaribe (que fica na foz do rio de mesmo nome). Além disso, entre as décadas de 2010 e 2020 existiu uma "colônia" de gatos domésticos, geralmente abandonados ali, com efeitos negativos à fauna local.
Pelo Plano Diretor de Desenvolvimento Urbano de Salvador (PDDU) de 2013, é considerada área de proteção cultural e paisagística (integrante do Sistema de Áreas de Valor Ambiental e Cultural de Salvador, SAVAM) em função do "Parque dos Coqueiros de Piatã", um coqueiral implantado como parte da urbanização da cidade e próximo à praia do Corsário, às margens da Avenida Otávio Mangabeira.

## Topônimo
Mesmo nome do bairro, "Piatã" é um nome com origem na língua tupi: significa "pé duro", através da junção dos termos py (pé) e atã (duro).
Outra versão aponta para o significado de "o persistente, o obstinado". E tal nome originou-se da fábrica de óleo de coco instalada no bairro.
Anteriormente, era conhecida como "Praia de São Tomé" devido a uma lenda sobre a aparição do santo.